# Xian de Ningling
Le xian de Ningling (宁陵县 ; pinyin : Nínglíng Xiàn) est un district administratif de la province du Henan en Chine. Il est placé sous la juridiction de la ville-préfecture de Shangqiu.

## Démographie
La population du district était de 591 419 habitants en 1999.